# آرتور هوگ

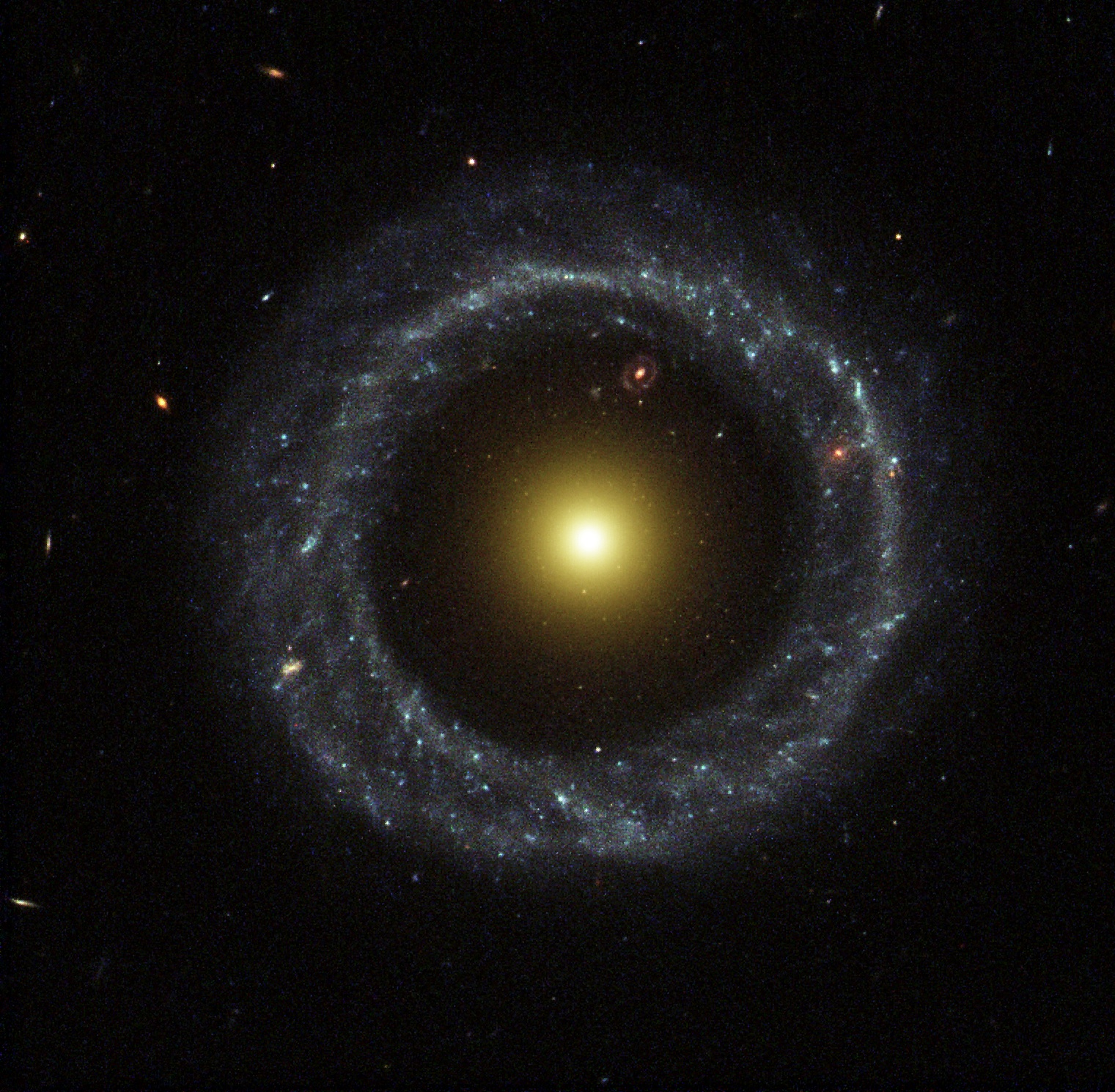
نگاره‌ای از کهکشان حلقوی «صورفلکی هوگ» - ۲۰۰۱

آرتور آلن هوگ (به انگلیسی: Arthur Allen Hoag) (زادهٔ ۱۹۲۱ - درگذشتهٔ ۱۹۹۹) ستاره‌شناس اهل آمریکا بود. او به‌خاطر صور فلکی هوگ که یک گونه از کهکشان حلقه‌ای است، به‌شهرت رسید.